# ميدالية خدمة إعادة إعمار العراق
ميدالية خدمة إعادة إعمار العراق (بالإنجليزية: Iraq Reconstruction Service Medal) هو وسام الخدمة البريطاني الذي وزعته وزارة الخارجية وشؤون الكومنولث عام 2004، تم منحها للموظفين المدنيين والمقاولين والاستشاريين وأعضاء القوات المسلحة العاملين مع الإدارات الحكومية البريطانية، والذين تم تعيينهم أو نشرهم أو توظيفهم من قبل حكومة المملكة المتحدة للعمل في العراق، والذين خدموا 40 يومًا على الأقل.

## التصميم والوصف
الميدالية التي أنتجتها دار سك العملة الملكية، لها التصميم التالي:
- هي دائرية من النيكل المطلي بالروديوم وقطرها 36 ملم.
- الوجه يحمل تمثال إيان رانك برودلي لإليزابيث الثانية، مع كتابة " ELIZABETH II DEI GRATIA REGINA FID.DEF".
- في العكس توجد رموز مسمارية، مع رسم لنهرين، استنادًا إلى نقش بارز من بلاد ما بين النهرين في المتحف البريطاني، مع كلمة «العراق».
- يتم كتابة اسم المستلم على حافة الميدالية.
- الشريط يبلغ عرضه 32 ملم ذو لون رملي مع شريط مركزي أخضر عريض وخطوط زرقاء ضيقة باتجاه كل حافة.

## أنظر أيضا
- وسام العراق (المملكة المتحدة)
- 2003 غزو العراق